# 小林市立西小林中学校
小林市立西小林中学校（こばやししりつ にしこばやしちゅうがっこう）は、宮崎県小林市南西方にある公立の中学校。

## 概要
歴史
1947年（昭和22年）の学制改革により、新制中学校として創立。現校名となったのは1950年（昭和25年）。2022年（令和4年）に創立75周年を迎えた。
校章
1947年（昭和22年）制定。貴島ユミによる図案。稲穂と、校名の「西」・「小」・「林」の文字を組み合わせ、中央に「中」の文字を配している。
校歌
1957年（昭和32年）制定。作詞は長嶺宏、作曲は金堀伸夫による。歌詞は3番まであり、各番の歌詞中に校名の「西小林中」が登場する。
校区
小林市立西小林小学校区。

## 沿革
- 1947年（昭和22年）- 学制改革が行われる（六・三制の実施）。
  - 4月1日 - 国民学校の初等科は、新制小学校「小林町立西小林小学校」に改組・改称。
  - 5月8日 - 国民学校の高等科は、青年学校の普通科とともに、新制中学校「小林町立西小林中学校」に改組・改称。当初、西小林小学校に併置される。初代校長に肝付兼愛が着任。
  - 9月 - PTAが発足。
  - 12月 - 校章を制定。
- 1948年（昭和23年）8月 - 北校舎4教室等が完成。
- 1949年（昭和24年）
  - 2月 - 中校舎・西校舎を増築。
  - 4月 - 北校舎・図書室を増築。
- 1950年（昭和25年）4月1日 - 小林市の発足（小林町の市制施行）により、「小林市立西小林中学校」（現校名）に改称。
- 1951年（昭和26年）3月 - 中校舎・東教室等を増築。
- 1955年（昭和30年）
  - 4月 - 特別教室等を増築。
  - 10月 - 校旗を制定。
- 1957年（昭和32年）12月 - 校歌を制定。
- 1959年（昭和34年）3月 - 校門が完成。
- 1960年（昭和35年）3月 - 体育館が完成。
- 1961年（昭和36年）5月 - 運動場を拡張。裏門が完成。
- 1971年（昭和46年）10月 - プールが完成。
- 1972年（昭和47年）2月 - 新校舎（6教室）が完成。
- 1973年（昭和48年）
  - 1月 - 新校舎（4教室）が完成。
  - 4月 - 特殊学級を開設。
  - 7月 - 運動場に芝生を養生。
- 1974年（昭和49年）4月 - 新校舎（管理棟・理科室・音楽室）が完成。
- 1976年（昭和51年）- 正門が完成。
- 1978年（昭和53年）
  - 1月 - 教育振興会を結成。
  - 3月 - 新体育館が完成。
- 1980年（昭和55年）3月 - 新校舎が完成。
- 1982年（昭和57年）4月 - 校訓を制定。
- 1990年（平成2年）12月 - ケヤキを学校の木に、フジを学校の花に指定。
- 1996年（平成8年）5月 - 創立50周年記念式典を挙行。部活動部室が完成。
- 1997年（平成9年）4月 - 学校給食を開始。

## 交通アクセス
最寄りの鉄道駅
- JR九州 えびの高原線「西小林駅」

最寄りのバス停
- 小林市コミュニティバスのりやいバスおうらい 「西小林小前」停留所

最寄りの幹線道路
- 宮崎県道53号京町小林線

## 周辺
- かおる幼稚園
- 小林市立西小林小学校
- 願正寺